# Alexander Wissarionowitsch Komarow

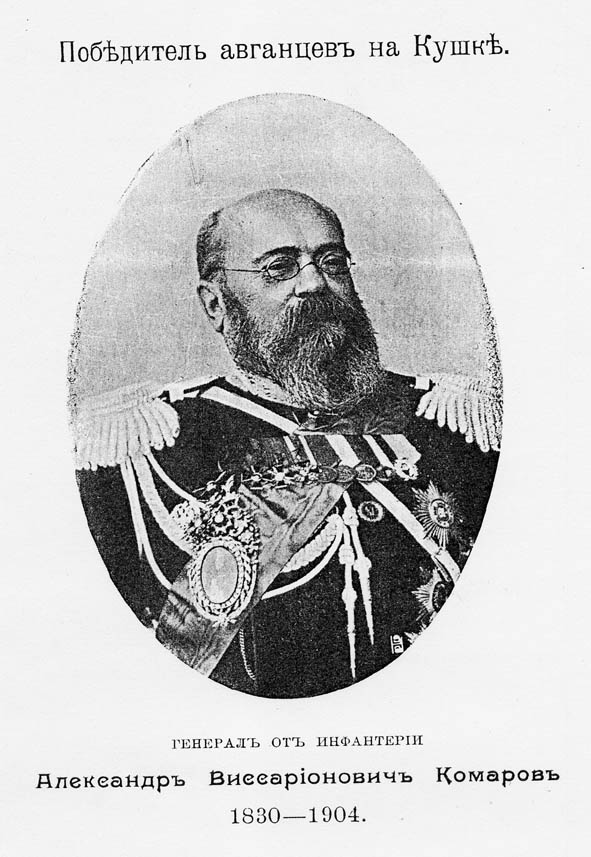
Alexander Komarow

Alexander Wissarionowitsch Komarow (russisch Александр Виссарионович Комаров; * 1830; † 1904) war ein General der russischen Armee.

## Leben
Alexander Wissarionowitsch Komarow wurde im Kadettenkorps von Sankt Petersburg erzogen und wurde 1849 in das Regiment der Gardejäger versetzt. Mit diesem war er ab Juni desselben Jahres an der Niederschlagung des Aufstandes in Ungarn beteiligt.
1856 wurde Komarow in den Kaukasus versetzt und war ab 1859 meist an der Verwaltung Kaukasiens und Transkaspiens (der Gebiete unter russischer Herrschaft auf der asiatischen Seite des Kaspischen Meeres) beteiligt. 1882 wurde er zum Oberkommandeur des Transkaspigebiets ernannt und eroberte als solcher 1884 Merw. 1885 befehligte Komarow die russischen Truppen an der Grenze von Afghanistan, wo er 30. März durch die energische Zurückweisung der Afghanen, die er auf ihr Gebiet verfolgte, Verwicklungen zwischen Russland und England heraufbeschwor.
Dieser Artikel basiert auf einem gemeinfreien Text aus Meyers Konversations-Lexikon, 4. Auflage von 1888 bis 1890.
| Personendaten    | Personendaten                                                                               |
| ---------------- | ------------------------------------------------------------------------------------------- |
| NAME             | Komarow, Alexander Wissarionowitsch                                                         |
| ALTERNATIVNAMEN  | Комаров, Александр Виссарионович (russisch); Комаровъ, Александръ Виссаріоновичъ (russisch) |
| KURZBESCHREIBUNG | General der russischen Armee                                                                |
| GEBURTSDATUM     | 1830                                                                                        |
| STERBEDATUM      | 1904                                                                                        |